# Tourette-du-Château
 Tourette-du-Château  es una población y comuna francesa, en la región de Provenza-Alpes-Costa Azul, departamento de Alpes Marítimos, en el distrito de Niza y cantón de Roquesteron.

## Demografía
| 38 | 39 | 23 | 38 | 66 | 89 |
| Para los censos de 1962 a 1999 la población legal corresponde a la población sin duplicidades (Fuente: INSEE [Consultar]) |    |    |    |    |    |